# Liste der Kulturdenkmale in Bad Elster

Wappen von Bad Elster

In der Liste der Kulturdenkmale in Bad Elster sind die Kulturdenkmale der sächsischen Stadt Bad Elster verzeichnet, die bis September 2024 vom Landesamt für Denkmalpflege Sachsen erfasst wurden (ohne archäologische Kulturdenkmale). Die Anmerkungen sind zu beachten.
Diese Aufzählung ist eine Teilmenge der Liste der Kulturdenkmale im Vogtlandkreis.

## Bad Elster
| Bild                                    | Bezeichnung | Lage | Datierung | Beschreibung | ID       |
| --------------------------------------- | --- | --- | --- | --- | -------- |
| Direkt Bild zu diesem Denkmal hochladen | Denkmalschutzgebiet Stadtkern Bad Elster (Vorschlag) | (Stadtkern) (Karte) | | Denkmalschutzgebiet Stadtkern Bad Elster (Vorschlag) | 09246641 |
|                                         | Waldpavillon Wanderers Ruh (Einzeldenkmal zu ID-Nr. 09301460) | (im Wald) (Karte) | Bezeichnet mit 1893 | Einzeldenkmal der Sachgesamtheit Park- und Kuranlagen Bad Elster; offener Holzpavillon, Parkanlagen von überregionaler historischer und gartenkünstlerischer Bedeutung | 09247707 |
|                                         | Römerhütte (Rasthütte, Einzeldenkmal zu ID-Nr. 09301460) | (im Wald) (Karte) | 1924 | Einzeldenkmal der Sachgesamtheit Park- und Kuranlagen Bad Elster; Blockbau nach nordischem Vorbild, Parkanlagen von überregionaler historischer und gartenkünstlerischer Bedeutung | 09247705 |
| Weitere Bilder                          | Sachgesamtheit Königlich-Sächsische Triangulierung („Europäische Gradmessung im Königreich Sachsen“); Station 150, Bärenloh | (Flurstück 955) (Karte) | Bezeichnet mit 1876 | Station der Königlich-Sächsischen Triangulation, Netz 2. Ordnung, wissenschaftsgeschichtlich und technikgeschichtlich von Bedeutung. Pfeiler auf quadratischem Grundriss, flacher Sockel, abgesetztes Band, abgesetzte Platte, Inschrift „Station/BÄRENLOH/der/Triangulirung/1876.“, Abkürzung „Kön. Sächs.“ Herausgemeißelt. Höhe: 2,3 m, Material Schönberger Granit. Die Bärenloher Höhe liegt zwei Kilometer westlich der Stadt Bad Elster unmittelbar an der Grenze zur Tschechischen Republik, die sich hier mit dem Ascher Zipfel/Ländchen zwischen das sächsische und das bayerische Vogtland schiebt. Die Station 150, Bärenloh wurde im Forstrevier Elster des Königlich Sächsischen Staatsfiscus an der Kesselspitze westlich von Bärenloh, südlich der Elster-Rossbacher-Straße errichtet. Auch die Mehrzahl der umliegenden Stationen des Netzes 2. Classe wurde im Sommer 1876 gebaut. Die Abdeckplatte aus Gusseisen ist beschädigt, aber noch original erhalten. Bei der Neutriangulierung der DDR in den 1960er Jahren stand über der Station ein hölzernes Signalbauwerk. | 09305070 |
| Weitere Bilder                          | Pension (Haus Katharina) in offener Bebauung, mit Gartenlaube | Am Schafgarten 1 (Karte) | 1907 | Gründerzeitgebäude mit Balkons, baugeschichtlich und ortsgeschichtlich von Bedeutung. Zweigeschossig, Zwerchgiebel über drei Achsen, Haus fünf Achsen, Gesims und Bänder, originale Balkone an Sichtseite auf Konsolen, Türüberdachung, schmiedeeisern, waagerechte Fensterverdachungen, Fenster verändert, ockerfarbig. | 09245096 |
|                                         | Wohnhaus in offener Bebauung (Haus Gerda) | Am Schafgarten 6 (Karte) | Um 1900 | Gründerzeitgebäude, markante Dachlandschaft, südlicher Giebel mit Balkon, baugeschichtlich und ortsgeschichtlich von Bedeutung. Krüppelwalmdach, Zwerchgiebel, eingeschossig, originale Fassadengliederung und Haustür, Fenster verändert, verziertes Leergespärre am Zwerchgiebel, Drempel, Eckquaderung. | 09245097 |
|                                         | Zwei Zollbeamtenwohnhäuser | Ascher Straße 22, 24 (Karte) | Um 1938 | Schlichte Putzbauten im Heimatstil, baugeschichtlich und regionalgeschichtlich von Bedeutung, zweigeschossig, Satteldach | 09245171 |
|                                         | Ehemaliges Zollamt | Ascher Straße 26 (Karte) | Um 1938 | Stattlicher Putzbau mit verbrettertem Obergeschoss und Giebel, im Heimatstil, baugeschichtlich und regionalgeschichtlich von Bedeutung. Obergeschoss verbrettert, Erdgeschoss massiv, Hauszeichen aus Zeit um 1940. | 09245170 |
|                                         | Kurheim Stadt Dresden in halboffener Bebauung | Badstraße 1 (Karte) | Zwischen 1850 und 1855 | Einfacher historisierender Putzbau mit originalen Balkons, ortsgeschichtlich von Bedeutung. Dreigeschossig, Giebel vier Achsen, Inschrift: „Kurheim Stadt Dresden“. Originale Fenster und Türen, Putzstuck, zwei durchlaufende Gesimse, Satteldach. Vorderansicht: Putzstuck und Inschrift, zwei Balkons mit schmiedeeisernen Geländern. Angebaut an Haus Neustadt Dresden (kein Denkmal), Lisenen, Fensterläden am Giebel mit Jalousien. Ursprünglich zusammen mit Nummer 3 als zweigeschossiges Doppelhaus mit je fünf Achsen zwischen 1850 und 1855 erbaut. Vor 1868 Umbau: um ein Obergeschoss aufgestockt, um drei Achsen nach Süden erweitert (heutige Situation). Straßenseitig im ersten und zweiten Obergeschoss je ein Balkon, vor 1940 heutige Fassadengestaltung. | 09245117 |
| Weitere Bilder                          | Park- und Kuranlagen Bad Elster (Sachgesamtheit) | Badstraße 6, 25 (Prof.-Paul-Köhler-Straße 1, 3; Dr.-Richard-Schmincke-Straße 2; Johann-Christoph-Hilf-Straße; Carl-August-Klingner-Straße 5, 7) (Karte) | Ab 1848 (Kurpark); 1855–1856 (Albertpark); ab 1860er Jahre (Waldpark); ab 1892 (Südpark); 1950 (Beetanlage)                                                                    | Sachgesamtheit Park- und Kuranlagen Bad Elster, bestehend aus: a) Kurpark: Parkanlage und Grünanlage vor dem Albertbad (Gartendenkmal) mit Elstertunnel und Brücke, Gebäudekomplex des Badehauses (Albertbad), Kolonnaden, Marienquelle, Musikpavillon, Springbrunnen am Badeplatz sowie Wandelhalle mit Salz- und Moritzquelle (heute Bademuseum), in der Achse Denkmal (Obelisk) für Robert Flechsig (siehe Einzeldenkmal 09301461, Badstraße 6) sowie Gartenskulpturen als Sachgesamtheitsteile b) Albertpark: Parkanlage (Gartendenkmal) mit ehemaligem Königlichem Kurhaus, zwei Pavillons und Gartenskulptur der Hygeia und am Forellenteich die Antonienhütte (siehe Einzeldenkmal 09301462, Badstraße 25), östlich vor dem Kurhaus weiteres Parkstück (Gartendenkmal) mit Carola-Weiher, Meißer-Teich und Lindenteich als Sachgesamtheitsteile, Sanatorium Prof. Köhler (siehe Einzeldenkmal 09245172, Prof.-Paul-Köhler-Straße 3) und Albertpark-Villa (siehe Einzeldenkmal 09245173, Prof.-Paul-Köhler-Straße 1), nördlich vom Albertpark Forellenteich als Sachgesamtheitsteil (Kurmittelhaus Parkstraße 2: Abbruch 2001, Obj. 09245140) c) Südpark: Parkanlage (Gartendenkmal) mit Floratempel und OdF-Gedenkstein, Sprudelquelle, Kiosk am Gondelteich, sowie Stadion, Quellhaus am Stadion und Schwimmbad (siehe Einzeldenkmal 09301463, Dr.-Richard-Schmincke-Straße 2) sowie Gondelteich und Rosengarten an der Johann-Christoph-Hilf-Straße (Gartendenkmal) als Sachgesamtheitsteile d) Waldpark (mit Nordpark): Parkanlage (Gartendenkmal) mit Waldcafé (später Café Waldquelle, heute Waldschlösschen), Steinbrücke über die Elster zum Café, Musikpavillon, Kreuzkapelle, Waldhaus, Betty-Bank, Eremitage (siehe Einzeldenkmal 09301464, Carl-August-Klingner-Straße 5), weiterhin hölzerne Liegehalle, östlich davon zwei hölzerne ehemalige Kartenhäuschen des Naturtheaters sowie oberhalb hölzernes Toilettenhaus als Sachgesamtheitsteile; Reste des Naturtheaters (Carl-August-Klingner-Straße 7), Orchestergraben und Souffleurkasten als Sachgesamtheitsteile, Gelände stark zugewuchert, oberhalb des Waldcafés Außerhalb der genannten Terrains zwei Schutzhütten im Wald als Einzeldenkmale: - Wanderers Ruh (siehe Einzeldenkmal 09247707) - Römerhütte (siehe Einzeldenkmal 09247705) Parkanlagen von überregionaler historischer und gartenkünstlerischer Bedeutung [Störelement: im Albertpark neues Kurhaus bei Prof.-Paul-Köhler-Straße 3]. | 09301460 |
| Weitere Bilder                          | Gebäudekomplex des Badehauses (Albertbad), Elstertunnel mit Brücke am Albertbad, weiterhin Kolonnaden, Marienquelle, Musikpavillon, Springbrunnen am Badeplatz, Wandelhalle mit Salz- und Moritzquelle (heute Bademuseum) sowie in der Achse Denkmal (Obelisk) für Robert Flechsig (Einzeldenkmale zu ID-Nr. 09301460) | Badstraße 6 (Karte) | 1906–1908, zum Teil älter (Badehaus); 1928–1929 (Wandelhalle), Umbau 1956 (Kolonnade an der Marienquelle); 1933–1934 (Marienquelle); 1950 (Springbrunnen)                      | Einzeldenkmale der Sachgesamtheit Park- und Kuranlagen Bad Elster im Kurpark; Albertbad eine repräsentative Gebäudeanlage überwiegend im Reformstil der Zeit um 1910, das darin integrierte alte Badehaus von 1851, Quellgebäude von 1933/34 und Kolonnaden mit Anklängen an den Stil der Neuen Sachlichkeit, Denkmal für den ersten Bade- und Brunnenarzt des Ortes Dr. Robert Flechsig als Obelisk gestaltet, stadtgeschichtlich und baugeschichtlich von Bedeutung, Parkanlagen von überregionaler historischer und gartenkünstlerischer Bedeutung. - Von Hermann Schüttauf (Direktor der Staatlichen Gartenanlagen Sachsen) Springbrunnen auf den Fundamenten des ehemaligen Musikpavillons, mit Beet (1950), Marienquelle 1956 neu gefasst und neu gestaltet - Brücke vor Badehaus am Elstertunnel mit stilisierten Fischen - Wandelhalle 1928/29 aus Postelwitzer Elbsandstein, mit Salz- und Moritzquelle von Kramer und Dutzmann, dieser Abschnitt der Parkanlage umgestaltet von Gustav Allinger - 1966 Brunnenschale von Hempel - Gebäudekomplex Badehaus errichtet in verschiedenen Etappen von unterschiedlichen Architekten, hervorragender Originalzustand, 1852 altes Badehaus, 1856 Flügel C, Flügel F–G 1882/1883, Flügel L–K, Alberthalle und teilweise C 1909/10, Flügel C abgebrochen 1927 und neu aufgebaut, zum Teil reiche Innenausstattung von künstlerischem Wert, Alberthalle und zwei Seitenflügel (C und M) von Schilling & Graebner und der Königlichen Baudirektion, im W-Flügel königliche Badezelle erhalten, plastischer Schmuck an der Alberthalle von Bildhauer Karl Groß (Dresden), Originaleinrichtung verschiedener Badezellen, Kupferwannen und anderes, technische Ausstattung zur Mooraufbereitung und Bäderzubereitung (Technisches Denkmal) - Badecafé am Badeplatz vermutlich abgebrochen vor 2009, Brunnenbergschenke hinter dem Pavillon der Marienquelle kein Einzeldenkmal | 09301461 |
|                                         | Pension in offener Bebauung (ehemaliges Kurheim Urania) | Badstraße 9 (Karte) | Nach 1855 | Historisierende Putzfassade mit Balkon am Mittelrisalit, mit nachträglich eingerichtetem Laden im Sockelgeschoss, baugeschichtlich und ortsgeschichtlich von Bedeutung. Zweigeschossig, sieben Achsen, Zwerchgiebel über drei Achsen, Satteldach, durchlaufendes Gesims. | 09245116 |
|                                         | Pension in offener Bebauung (Villa Schweizerhaus) | Badstraße 15 (Karte) | Um 1855 | Putzbau mit durchlaufenden Balkons, Anklänge an den Schweizerstil, baugeschichtlich und ortsgeschichtlich von Bedeutung. Zweigeschossig, Mittelrisalit, Fenster verändert und Erdgeschoss, Zwerchgiebel über drei Achsen, Schwebegiebel, Umbau 1909. | 09245115 |
|                                         | Kurheim in offener Bebauung (Haus Marienbrunnen) und Einfriedung | Badstraße 17 (Karte) | Vor 1855 | Einfacher Putzbau mit Balkons, baugeschichtlich und ortsgeschichtlich von Bedeutung. 1906 Anbau Kläranlage, 1934 Anbau Balkonanlage durch den Baumeister Max Höra aus Bad Elster, Zwerchgiebel, Satteldach. Denkmalwert: eines der ersten Fremdenheime aus Zeit der Badgründung. | 09245114 |
|                                         | Kurheim in offener Bebauung (Haus Vier Jahreszeiten), Einfriedung und Gartenlaube | Badstraße 19 (Karte) | Vor 1855 | Einfaches Gründerzeitgebäude mit Balkons, ehemals mit nachträglich eingebauter Apotheke, baugeschichtlich und ortsgeschichtlich von Bedeutung. Satteldach, zweigeschossig, Balkons mit schmiedeeisernen Gittern, waagrechter Fensterverdachung, Putzfassade, Bleiglasfenster um 1920/30 und Türen aus dieser Zeit, Ladeneinbau nachträglich 1939, Hauptansicht verändert, Mittelrisalit, Zwerchgiebel über drei Achsen, Haus sieben Achsen. Seit 2017 mit Verbindungsbau zu benachbartem Haus Marienbrunnen zur gesamtheitlichen Nutzung als Hotel-Pension. | 09245113 |
| Weitere Bilder                          | Ehemaliges Kurhotel (Sachsenhof), heute Klinik | Badstraße 21 (Karte) | 1912–1914 | Repräsentativer Putzbau, im Reformstil der Zeit um 1910, neoklassizistische Anklänge, Architekten: Zapp & Basarke, Chemnitz, mit dem Kurtheater (siehe Parkstraße 1) eine Baugruppe bildend, baugeschichtlich, künstlerisch, ortsgeschichtlich und ortsbildprägend von Bedeutung. Repräsentatives Gebäude, Saal, Stuckdecken. | 09245143 |
| Weitere Bilder                          | Kurhaus (auch Kursaal, Badstraße 25), zwei Pavillons östlich vor dem Kurhaus, Gartenskulptur der Hygeia westlich hinter dem Kurhaus, nördlich vom Albertpark am Forellenteich die Antonienhütte (Schutzhütte, hinter Prof.-Paul-Köhler-Straße 30), Einzeldenkmale zu ID-Nr. 09301460                                   | Badstraße 25 (Karte) | 1887 (Gartenplastik Hygeia); 1888–1890 (Kurhaus); um 1905, erneuert 1913 (Antonienhütte)                                                                                       | Einzeldenkmale der Sachgesamtheit Park- und Kuranlagen Bad Elster im Albertpark; ehemaliges Königliches Kurhaus ein repräsentatives Gebäude im Stil des Historismus, mit reich gegliederter Fassade, baugeschichtlich und ortsgeschichtlich von Bedeutung, Parkanlagen von überregionaler historischer und gartenkünstlerischer Bedeutung | 09301462 |
|                                         | Kurpension in halboffener Bebauung (Haus Engelhardt, Haus Kronprinz) | Bahnhofstraße 5 (Karte) | Nach 1855 | Gut gegliederte Putzfassade mit Balkons, Gründerzeitgebäude, baugeschichtlich und ortsgeschichtlich von Bedeutung. Mitteleingang, zweiflüglige Anlage, zweigeschossig, Putznutung im Erdgeschoss, Rollläden, Staffelgiebel. | 09245152 |
|                                         | Wohnhaus in halboffener Bebauung | Bahnhofstraße 11 (Karte) | Ende 19. Jahrhundert | Dekorierte Klinkerfassade mit Balkon, Gründerzeitgebäude, baugeschichtlich und ortsgeschichtlich von Bedeutung | 09305107 |
|                                         | Kurpension (Haus Wagner) in geschlossener Bebauung (Doppelhaus) | Bahnhofstraße 13 (Karte) | Vor 1855 | Putzfassade von klassizistischer Wirkung, baugeschichtlich und ortsgeschichtlich von Bedeutung. Putzquaderung im Erdgeschoss, zweigeschossig, zehn Achsen, ehemaliges Doppelwohnhaus Konsolsteine im Traufbereich, originale Dachausbauten, Fenster verändert, teilweise erhalten, waagerechte Fensterverdachung im Obergeschoss. | 09245153 |
|                                         | Kurpension in geschlossener Bebauung (Haus Ahnenhof) | Bahnhofstraße 15 (Karte) | 1889 | Historisierender Putzbau mit Mansarddach, Gründerzeitgebäude, baugeschichtlich und ortsgeschichtlich von Bedeutung. Putznutung, waagerechte Fensterverdachungen, zweigeschossig, fünf Achsen, Seitenrisalit, Fenster original, Haustür verändert, Bauherr Dr. Helenkampf. | 09245154 |
|                                         | König-Friedrich-August-Villa | Bahnhofstraße 31 (Karte) | 1891 | Historisierender Putzbau mit Schwebegiebel, reich verzierte Fassade, baugeschichtlich und ortsgeschichtlich von Bedeutung. Waagerechte Fensterverdachung, Mittelrisalit, Zwerchgiebel, Schwebegiebel, Bauherr vermutlich Heinrich Bäuming. | 09245158 |
| Direkt Bild zu diesem Denkmal hochladen | Wohnstallhaus (Nr. 38) und Scheune (Nr. 40) eines Bauernhofes | Bärenloh Siedlung 38, 40 (Karte) | Vermutlich 2. Hälfte 18. Jahrhundert | Eingeschossiges Wohnstallhaus mit Umschrot und Blockstube, Fachwerk-Scheune, baugeschichtlich und sozialgeschichtlich von Bedeutung | 09245169 |
|                                         | Pension in offener Bebauung (Haus Linde), ehemaliges Gerichtsgebäude | Beuthstraße 1 (Karte) | 1807; Dachausbau 1892–1893 | Klassizistisches Gebäude mit neorenaissancistischen Volutenzwerchgiebeln, von repräsentativer Wirkung, baugeschichtlich, ortsgeschichtlich und straßenbildprägend von Bedeutung. Ursprünglich sieben und vier Achsen, zweigeschossig, Walmdach, Umbau erfolgte unter Pfarrer Ludwig, Ziergiebel, vier Achsen, zweigeschossig, waagerechte Fensterverdachung Erdgeschoss, Fensterläden, Eckquaderung, ab 1807 Gerichtshaus, 1892/93 Umbau zu Logierhaus, Neorenaissancebau. | 09245131 |
|                                         | Kurpension in offener Bebauung, mit Einfriedung (Haus Beuth, ehemals Elsterheim) | Beuthstraße 3 (Karte) | Um 1880 | Gründerzeitgebäude, verzierte Klinkerfassade mit Volutengiebel, guter Originalzustand, baugeschichtlich und ortsgeschichtlich von Bedeutung. Eingeschossig, Mittelrisalit, Zwerchgiebel, Staffelgiebel, Walmdach, Türmchen mit Pyramidendächern, waagerechte Fensterverdachungen, originale Haustür und Fenster, oranger Klinker und Werksteinsockel, sehr guter Originalzustand, Umbau 1938 durch Johannes Höra. | 09245135 |
|                                         | Kurpension in offener Bebauung (Villa Marie) | Beuthstraße 9 (Karte) | Um 1905 | Stattliches Gründerzeitgebäude mit Volutengiebel und Eckturm, baugeschichtlich und ortsgeschichtlich von Bedeutung. Putzfassade, Erker, Türmchen, Pyramidendach, Treppenaufgang, Werksteinsockel, Balkons, Jugendstiltür, unregelmäßiger Grundriss, ursprünglicher Name „Bonnes“' nach Besitzer. | 09245134 |
|                                         | Waldcafé (Nr. 5, später Café Waldquelle, heute Waldschlösschen), Steinbrücke über die Elster zum Café, Musikpavillon, Kreuzkapelle, Waldhaus, Betty-Bank, Eremitage (Einzeldenkmale zu ID-Nr. 09301460) | Carl-August-Klingner-Straße 5 (Karte) | 1866 (Eremitage); vor 1875 (Betty-Bank); bezeichnet mit 1877 (Waldkapelle); 1880er Jahre (Musikpavillon); vor 1897 (Ausflugslokal); um 1910 (Fußgängerbrücke); 1910 (Waldhaus) | Einzeldenkmale der Sachgesamtheit Park- und Kuranlagen Bad Elster im Waldpark (mit Nordpark); überregionale historische und gartenkünstlerische Bedeutung. Besondere Gestaltung erhielten die Waldquelle (siehe unten) und das ehemalige Naturtheater. Die Eremitage ist bereits 1875 dargestellt. Ab 1892 sind unter Paul Schindel die Anlagen an der Waldquelle, das ehemalige Naturtheater und die Rodelbahn entstanden. Der Musikpavillon wurde 1934 hierher transloziert, war vorher das „Badecafé“ am Kurhaus. Zur DDR-Zeit wurde der Bereich oberhalb der Waldquelle als Wildgehege genutzt. - Café Waldquelle: Natursteinsockel, Gewände Porphyrtuff, Holzkonstruktion, reich gegliederte Fassade, Schweizerstil - Musikpavillon: Holzkonstruktion mit Ästen - Kreuzkapelle: Waldkapelle mit zwei übereinander angeordneten Wasserbecken, mit orientalischen und neugotischen Formenelementen, Grundriss griechisches Kreuz, Rundholzkonstruktion, im Inneren mit Birkenrinde beschlagen und umlaufende Bank, Kruzifix vom Adorfer Bildhauer Lenk - Waldhaus: einfache Blockhütte mit Krüppelwalmdach, Vorderseite offen - Betty-Bank: Aussichtsplattform und Schutzhütte, prominenter Aussichtspunkt über Bad Elster - Eremitage: Holzblockhütte mit spitzbogigen Öffnungen, Walmdach mit Glockentürmchen als Reiter, 1983 erneuert - Gartenanlage mit Treppe, darüber Aussichtsplattform mit durchbrochenem Ziegelgeländer, dahinter Unterstellhütte, 514 m ü. NN, Name der Schutzhütte nach der Schwiegermutter des ehemaligen Badekommissars von Paschwitz (1855–66), nach 1920 Hütte erneuert | 09301464 |
| Weitere Bilder                          | Sprudelquelle (Dr.-Richard-Schmincke-Straße 2), Floratempel, OdF-Gedenkstein, Stadion, Quellhaus am Stadion und Schwimmbad, Kiosk am Gondelteich (Einzeldenkmale zu ID-Nr. 09301460) | Dr.-Richard-Schmincke-Straße 2 (Karte) | 1906 (Schwimmbad); 1909 (Floratempel); 1923 (Sprudelquelle); 1920er Jahre (Kiosk); nach 1945 (OdF-Denkmal)                                                                     | Einzeldenkmale der Sachgesamtheit Park- und Kuranlagen Bad Elster im Südpark; Sprudelquelle quadratisches Gebäude mit Walmdach im traditionalistischen Stil, bemerkenswerter Floratempel mit ionischen Säulen, 2004 Südpark in Paul-Schindel-Park umbenannt nach dem Gartenbauinspektor Paul Schindel (1867–1921), Parkanlagen mit überregionaler historischer und gartenkünstlerischer Bedeutung. - Floratempel mit ionischen Säulen, Kuppel halbkugelförmig, die ursprüngliche Bronzeplastik der Flora von Pöppelmann 1944 entfernt zur Buntmetallgewinnung, heute Opfer-des-Faschismus-Gedenkstein - Quellenfassung Haus mit Walmdach, Bruchstein, originales Tor, um 1930 - Schwimmbad von Paul Schindel 1906 angelegt auf dem ehemaligen Moorlager - Stadiongestaltung durch Gustav Allinger, 1925–1931 - Sprudelquelle: Eckquaderung, Fenster Jugendstil - Kiosk am Gondelteich: querverbretterter Bau mit holzpfeilergestütztem Dachüberstand, polygonaler Zentralbau, authentisch erhalten | 09301463 |
|                                         | Wohnhaus in offener Bebauung | Dr.-Richard-Schmincke-Straße 10 (Karte) | Um 1915 | Stattliches Gebäude im Reformstil der Zeit um 1910, Wohnhaus des Arztes Dr. Richard Schmincke (1875–1939), Landtagsabgeordneter der KPD von 1924 bis 1927, baugeschichtlich und ortsgeschichtlich von Bedeutung. Guter Originalbestand, Putzfassade, dreigeschossig, Balkon, Garage, Lisenen, kannelierte Pfeiler mit Kapitellen, rundbogige Fenster. | 09245184 |
|                                         | Katholische Pfarrkirche St. Elisabeth | Dr.-Richard-Schmincke-Straße 14 (Karte) | 1913 geweiht | Saalbau mit Ostturm, im Reform- und Heimatstil der Zeit um 1910, mit neobarocken Stilanleihen, baugeschichtlich und ortsgeschichtlich von Bedeutung | 09245162 |
|                                         | Forstvilla | Endersstraße 1 (Karte) | Um 1905 | Einfach gegliederte, historisierende Putzfassade mit verbrettertem Fachwerkgiebel, baugeschichtlich und ortsgeschichtlich von Bedeutung. Fachwerkdrempel und -zwerchgiebel, Werksteinsockel, zweigeschossig, Erdgeschoss massiv, Porphyreckquaderung, Fenster- und Trügewände Porphyr im Obergeschoss, Granitgewände im Erdgeschoss. | 09245187 |
|                                         | Kurheim, später Krankenhaus (ehemaliges Müttererholungsheim, Sonnenhof) | Endersstraße 2 (Karte) | 1938 | Stattlicher Putzbau im Heimatstil, ehemaliges NSV-Müttererholungsheim (sogenanntes Martin-Mutschmann-Heim), baugeschichtlich und ortsgeschichtlich von Bedeutung. Werksteinsockel, Balkon über Arkadengang, dreigeschossig, Kratzputz, Markisen und Fensterläden mit Jalousie, Treppenanlage, u-förmiger Grundriss. | 09245185 |
|                                         | Kurheim (ehemaliges Reichsbahnheim), später Hotel, mit Einfriedung | Endersstraße 3 (Karte) | 1929 | Putzbau mit Loggien am Altbau, im traditionalistischen Stil, erbaut als Kurheim der Reichsbahn, baugeschichtlich und ortsgeschichtlich von Bedeutung. Balkons, Pfeiler, sachliche Gestaltung, dreigeschossig, Dach ausgebaut, innen zeitgenössische Treppe mit elegantem Geländer erhalten. | 09245186 |
|                                         | Wohnhaus in ehemals geschlossener Bebauung und Kurpension (Haus Melchior, ehemals Haus Enzian) | Gutenbergstraße 4 (Karte) | 1906 | Barockisierende Putzfassade, Balkons mit auffälligen Ziergittern, baugeschichtlich und ortsgeschichtlich von Bedeutung. Volutenzwerchgiebel, gebundene Fenster, reich verziert, dreigeschossig, Fenster modernisiert, mit Sorgfalt restauriert bzw. rekonstruiert, ehemalige Pension Morgenstern. | 09245138 |
|                                         | Wohnhaus in halboffener Bebauung und Kurpension (Haus Heilbronn) | Gutenbergstraße 5 (Karte) | 1911 | Charakteristisch gegliederte Putzfassade mit Balkons, Reformstil-Architektur, baugeschichtlich und ortsgeschichtlich von Bedeutung. Originale Türen, Fenster, Balkon und Geländer, Garage, Dachausbauten, Fenster mit Sprossenteilung Oberlichter, Putzfassade, Zwerchgiebel zweigeschossig, Haustür mit Vordach. | 09245139 |
| Direkt Bild zu diesem Denkmal hochladen | Wohnhaus (Umgebinde) in offener Bebauung (mit drei Hausnummern) | Heinrich-Heine-Straße 20, 22, 24 (Karte) | 1. Drittel 20. Jahrhundert | Ursprünglich Wohnhaus für Forstarbeiter, Fachwerkhaus mit Umgebindekonstruktion, bemerkenswertes Heimatstil-Gebäude, baugeschichtlich und ortsbildprägend von Bedeutung. Fachwerk und Blockteile mit Umgebinde, im Hof Schuppen, eingeschossig mit Dachausbauten. | 09245109 |
|                                         | Wohnhaus in offener Bebauung, ehemaliges Beamten-Erholungsheim (Haus Enders) | Johann-Christoph-Hilf-Straße 1 (Karte) | Zwischen 1914 und 1918 | Stattlicher Putzbau mit Erker, Balkons mit originalen Gittern und Läden im Erdgeschoss, im Reformstil der Zeit um 1910, genannt Haus Hofrat Enders, benannt nach dem Dresdner Hofrat Kurt Enders, baugeschichtlich, ortsgeschichtlich und straßenbildprägend von Bedeutung. Lisenen, Zahnschnittfriese, Walmdach, Zwerchgiebel über drei Achsen, erbaut offensichtlich als Wohnhaus. Bauherr: Kurt oder Curt Enders, Dresden, Enders war Vorsitzender der Theater-Gesellschaft mbH, die 1913 den Bau des Kurtheaters und der Fremdenpension Sachsenhof in Bad Elster initiierte. | 09245118 |
|                                         | Pension in offener Bebauung (Haus Paradies) | Johann-Christoph-Hilf-Straße 2 (Karte) | Um 1870 | Historisierender Putzbau mit reich gestalteten Balkons und Turm mit Pyramidendach zum Hof, baugeschichtlich und ortsgeschichtlich von Bedeutung. Zweigeschossig, Risalit, Satteldach, schmiedeeiserne Gitter, Fenster original, waagerechte Fensterverdachung erstes Obergeschoss, durchlaufendes Gesims, Lisenen. | 09245119 |
|                                         | Hotel Central in halboffener Bebauung | Johann-Christoph-Hilf-Straße 4 (Karte) | Zwischen 1868 und 1875 | Gründerzeitgebäude, Putzfassade mit überhöhtem Mittelrisalit und Balkons mit Gittern, baugeschichtlich und ortsgeschichtlich von Bedeutung. Dreigeschossig, Zwerchgiebel über drei Achsen, Haus sieben Achsen, Satteldach, neue Fenster, Lisenen, Fassadengliederung original. | 09245120 |
|                                         | Pension in offener Bebauung (Haus Elysium) | Johann-Christoph-Hilf-Straße 10 (Karte) | 1875 | Schlichtes Gründerzeitgebäude mit Balkon im ersten Obergeschoss, baugeschichtlich und ortsgeschichtlich von Bedeutung. Zweigeschossig, sechs Achsen, außergewöhnlich reich gestaltet mit Konsolen, Haus ansonsten stärker verändert, besonders im Dachbereich, neue Fenster, an Giebelseite Putznutung erhalten, Satteldach, Mittelrisalit über drei Achsen. | 09245121 |
|                                         | Wohnhaus und Pension (Villa Clara, ehemals Kurbad-Drogerie) in Ecklage und in offener Bebauung, mit Laden (und ehemals Ladenausstattung) | Johann-Christoph-Hilf-Straße 15 (Karte) | 1896 | Historisierende Klinkerfassade mit Eckbalkons mit schmiedeeisernen Gittern, baugeschichtlich und ortsgeschichtlich von Bedeutung. Oranger Klinker mit gelben Klinkerbändern, Fenster- und Türgewände, originale Fenster, Holzvorhäuschen, Kurbad-Drogerie Emil Hummel (ehemalige), zwei- beziehungsweise dreigeschossig. | 09245095 |
| Weitere Bilder                          | Verkaufseinrichtung (Ortskolonnaden) | Johann-Christoph-Hilf-Straße 16 (Karte) | Bezeichnet mit 1914 | Markanter Putzbau im Reformstil der Zeit um 1910, baugeschichtlich und ortsgeschichtlich von Bedeutung. Eingeschossiger Bau in Ecklage, Mansarddach, originale Fassadengliederung, kannelierte Pfeiler, Putzstuck, im Zwerchgiebel Darstellung einer Elster. | 09245123 |
| Direkt Bild zu diesem Denkmal hochladen | Wohnhaus in offener Bebauung, später Pension (Haus Weintraube, Haus Diana) | Johann-Christoph-Hilf-Straße 23 (Karte) | Ende 18. Jahrhundert | Schlichter Putzbau mit Walmdach und zwei Korbbogenportalen, guter Originalzustand, im Innern seltene Treppenspindel, baugeschichtlich von Bedeutung. Schönes Portal, Kanneluren, schöne Haustür, originale Fenster, Treppenspindel, liegender Dachstuhl, Steinplatten im Treppenhaus. Denkmalwert: Alter, Originalzustand, Treppenspindel selten, Türgewände aus Granit. | 09245092 |
| Direkt Bild zu diesem Denkmal hochladen | Wohnstallhaus und Scheune eines Zweiseithofes (Haus Kornblume) | Johann-Christoph-Hilf-Straße 34 (Karte) | Um 1720 | Wohnhaus Obergeschoss Fachwerk verkleidet, Scheune im Sockelbereich mit Holzblock, Zeugnis ländlicher Bauweise im alten Ortskern, baugeschichtlich von Bedeutung. Holzblock an Scheune im Sockelbereich, Fachwerk verbrettert, Wohnstallhaus bezeichnet mit „Haus Kornblume“. | 09245093 |
| Direkt Bild zu diesem Denkmal hochladen | Baumrondell | Kirchplatz (Karte) | 1930er Jahre | Ortsgeschichtlich und städtebaulich von Bedeutung. An der südwestlichen Ecke des Kirchplatzes, auf dem früheren Vorplatz des heute abgebrochenen Schulgebäudes, befindet sich ein Rondell. Ein Baumkranz aus sechs Rot-Eichen umgibt den kreisförmigen Platz mit wassergebundener Decke, eingefasst von einer geschnittenen Rot-Buchen-Hecke und zwei flachen Stufen und Kantensteinen aus Theumaer Schiefer. Ursprünglich war das Rondell Standort eines Horst-Wessel-Denkmals (vermutlich mit der Darstellung eines Drachenkampfes), das 1945 entfernt wurde. Einst diente es dem Personenkult und der Propaganda des Nationalsozialismus und stellt damit ein historisches Zeugnis jenes Kapitels deutscher Geschichte dar. Ungeachtet dieser Entstehungsgeschichte erfüllt das weithin sichtbare Rondell eine landschaftsgestaltende und platzbildprägende Funktion. Das Rondell liegt als erhöhter Blickpunkt, als „point de vue“ am oberen Ende der stark ansteigenden Richard-Wagner-Straße. Als durchdacht gestaltete Anlage kommt ihm – weniger als Relikt einer dunklen Vergangenheit, sondern vielmehr als Gartendenkmal – bis heute eine wichtige und städtebauliche Bedeutung zu. | 09307152 |
| Weitere Bilder                          | Postmeilensäule | Kirchplatz 1 (gegenüber) (Karte) | Bezeichnet mit 1724 | Kursächsische Postmeilensäulen (Sachgesamtheit); Halbmeilensäule, verkehrsgeschichtlich von Bedeutung. Kursächsische Halbmeilensäule aus Kapellenberggranit, Inschrift: „AR“, „Adorff 1 St. 1/8" "1724" und "Asch 2 St., Eger 7 St.“, Posthornzeichen, Reihennummer „78“. Die Säule war Teil der Poststraße Eger (Cheb)–Asch (Aš)–Adorf. Sie wurde 1933 beim Straßenbau in der Kirchstraße gefunden und 1934 dort aufgestellt. 1982 restauriert, Sockel und Kopfstück aus Hartsandstein versehen, 1983 umgesetzt. | 09245111 |
| Weitere Bilder                          | St. Trinitatiskirche mit Ausstattung | Kirchplatz 2 (Karte) | 1889–1892 | Saalkirche mit polygonalem Chor und Westturm, Bruchsteinbau im neogotischen Stil, wertvolle Ausstattung (unter anderem zwei spätgotische Schnitzfiguren), baugeschichtlich, kunstgeschichtlich und ortsbildprägend von Bedeutung. Bauherr Pfarrer Freiherr von Bernewitz, 1. November 1889 Grundsteinlegung, 1. Juni 1892 geweiht, zwei spätgotische Schnitzfiguren Petrus und Paulus um 1500, Hofer Werkstatt, in westlichen Vorhalle drei bäuerliche Gemälde, „Petri Fischzug“, „Abendmahl“ und „Kreuzigung“. | 09245100 |
|                                         | Park (ehemaliger Friedhof) mit Plastiken und Denkmal für die Gefallenen des Ersten Weltkrieges | Kirchplatz 2 (bei) (Karte) | 19. Jahrhundert (Parkanlage); nach 1918 (Kriegerdenkmal) | Ortsgeschichtlich, künstlerisch und gartenkünstlerisch von Bedeutung | 09245110 |
|                                         | Pension in offener Bebauung (Haus Heimburg) | Kirchstraße 6 (Karte) | 1898, Umbau 1907 | Putzbau mit Fachwerkgiebeln und Holzveranden, baugeschichtlich und ortsgeschichtlich von Bedeutung. Bauherr Dr. Haendel, Fenster fast alle erneuert, Klinkersockel, nachträglicher Garagenanbau, Erweiterungsbau 1907, Bauherr Anna Fischer, Baumeister, wahrscheinlich Baumeister Müller aus Oelsnitz. | 09245124 |
|                                         | Villa (mit Ausstattung) sowie Garten und Einfriedung (Villa Hultsch, Klinik Dr. Hultsch) | Kirchstraße 8 (Karte) | Um 1905 | Repräsentatives Gebäude mit Erker und Zierfachwerkgiebel, Jugendstilanklänge, mit reicher Innenausstattung, baugeschichtlich, künstlerisch und ortsgeschichtlich von Bedeutung. Jugendstil, Porphyrgewände mit Blattmotiven, Jugendstilausstattung, zum Beispiel Vertäfelung, Bleiglasfenster und bemalte Fenster, Ledertapete, ehemals auch als Villa Bach und Berger bezeichnet nach jeweiligen Besitzern, vor 1900 Eigentum Dr. Bach, nach 1910 Dr. Berger, danach Nervenarzt Dr. Hultsch. | 09245125 |
|                                         | Kirchgemeindehaus, ehemalige Schule, und Torbogen | Kirchstraße 10 (Karte) | 1728 | Obergeschoss Fachwerk verbrettert, Erdgeschoss ebenfalls verbrettert, in vogtlandtypischer Bauweise, ortsgeschichtlich von Bedeutung. Im Erdgeschoss teilweise Blockbauweise, teilweise massiv, K-Streben, Wetterschrägen am Giebel, liegender Dachstuhl, originale Türen, Torbogen gehörte ursprünglich zu altem Friedhof als Eingang, besteht aus Phylit-Lesesteinen. | 09245099 |
| Direkt Bild zu diesem Denkmal hochladen | Zollbeamtenwohnhaus (Doppelhaus) | Ködersbachsiedlung 1, 2 (Karte) | 1937 | Schlichter Putzbau im Heimatstil, ortsgeschichtlich von Bedeutung. Erdgeschoss massiv, verbrettert, kleiner Wohnhaustyp. | 09245108 |
| Direkt Bild zu diesem Denkmal hochladen | Zollbeamtenwohnhaus (Doppelhaus) | Ködersbachsiedlung 3, 4 (Karte) | 1937 | Schlichter Putzbau im Heimatstil, ortsgeschichtlich von Bedeutung. Erdgeschoss massiv, verbrettert, kleiner Wohnhaustyp. | 09301509 |
| Direkt Bild zu diesem Denkmal hochladen | Zollbeamtenwohnhaus (Doppelhaus) | Ködersbachsiedlung 5, 6 (Karte) | 1937 | Schlichter Putzbau im Heimatstil, ortsgeschichtlich von Bedeutung. Erdgeschoss massiv, verbrettert, kleiner Wohnhaustyp. | 09301510 |
| Direkt Bild zu diesem Denkmal hochladen | Zollbeamtenwohnhaus (Doppelhaus) | Ködersbachsiedlung 7, 8 (Karte) | 1937 | Schlichter Putzbau im Heimatstil, ortsgeschichtlich von Bedeutung. Erdgeschoss massiv, verbrettert, kleiner Wohnhaustyp. | 09301511 |
| Direkt Bild zu diesem Denkmal hochladen | Zollbeamtenwohnhaus (Doppelhaus) | Ködersbachsiedlung 9, 10 (Karte) | 1937 | Schlichter Putzbau im Heimatstil, ortsgeschichtlich von Bedeutung. Erdgeschoss massiv, verbrettert, kleiner Wohnhaustyp. | 09301512 |
|                                         | Pension in offener Bebauung (Villa Heygendorff) | Lindenstraße 2 (Karte) | Zwischen 1866 und 1869 | Gründerzeitgebäude, gut gegliederte, historisierende Putzfassade, baugeschichtlich und ortsgeschichtlich von Bedeutung. Zweigeschossig, Seitenrisalit, waagerechte Fensterverdachungen, Gesims, im Dachbereich entstellend verändert, Lisenen und Quaderung, Bauherr Rittmeister von Heygendorff, als Villa erbaut, seit 1869 Kurheim, als Pension genutzt. | 09245112 |
|                                         | Kurpension in offener Bebauung, mit Pavillon an der Straße (Haus Fürstenhof) | Lindenstraße 15 (Karte) | 1907 | Gründerzeitgebäude, barockisierende Putzfassade mit Balkons, ehemals Villa „Balmoral“, dann „Fürstenhof“, später auch „Friesenhof“, baugeschichtlich und ortsgeschichtlich von Bedeutung. Benannt ursprünglich nach englischem Königsschloss „Balmoral“. Bauherr: Helene Ida Stephan, Anbau Speisezimmer 1936, in Bauakte Angaben zur Farbfassung der Fassade, Putzstuck, Balkons mit originalen Gittern, Lisenen, dreigeschossig. | 09245126 |
|                                         | Pension in offener Bebauung (Haus Tusculum) | Lindenstraße 30 (Karte) | 1912 | Klar gegliederte Putzfassade, zwischen Reformstil und neobarockem Stil, baugeschichtlich und ortsgeschichtlich von Bedeutung. Bauherr: Helene Hölzl. Originale Fassadengliederung, Ornamentik am Erker, zweigeschossig, schöner Treppenaufgang mit Pfeilern und Verzierungen, Balkon mit Gitter, ansonsten einfache Gestaltung, Fenster mit Oberlichtteilung, Baumeister Heinrich. | 09245127 |
| Direkt Bild zu diesem Denkmal hochladen | Pension in offener Bebauung (Villa Merz) und Gartenlaube | Max-Höra-Straße 4 (Karte) | 1907 | Mehrfarbige Putzfassade mit Fachwerkelementen und Holzveranda, baugeschichtlich und ortsgeschichtlich von Bedeutung. Bauherr: Albin Merz. Bleiglasfenster von Friese und Lange, Plauen/Vogtl., schöne Haustür mit Blumenmotiv, Putzstuck, rotgefärbte Betonflächen und Gewände, Fachwerkelemente, Fenster mit Sprossenteilung der Oberlichter, Holzbalkone, teilweise Klinkersockel, in einem Raum im Erdgeschoss Kreuzgewölbe. | 09245104 |
| Direkt Bild zu diesem Denkmal hochladen | Pension in offener Bebauung, mit Einfriedungsmauern und Treppenaufgang (Villa Geyer, Haus Zedtwitz) | Max-Höra-Straße 5 (Karte) | 1906 | Einfach gestaltete Putzfassade mit rustikalen Elementen, Balkonvorbauten, Reformstil-Architektur, baugeschichtlich und ortsgeschichtlich von Bedeutung. Putzfassade, reich gegliedert, Fenster mit Sprossenteilung Oberlichter, Balkone, Gitter, Bleiglasfenster im Treppenhausbereich, Bauherr Fabrikant Franz Geyer, Plauen/Vogtl. | 09245102 |
|                                         | Pension in offener Bebauung (Villa Agnesruh) | Max-Höra-Straße 6 (Karte) | 1907 | Schlichter Putzbau mit Fachwerkelementen, Balkon und Holzveranda, baugeschichtlich und ortsgeschichtlich von Bedeutung. Bauherr: Herrmann Ruderisch. Fachwerk-Drempel und Zwerchgiebel in Fachwerk, Holzbalkone und Veranda, Putzfassade, reich gegliedert, Klinkersockel. | 09245103 |
| Direkt Bild zu diesem Denkmal hochladen | Wohnhaus in offener Bebauung (Villa Else) | Max-Höra-Straße 7 (Karte) | 1904 | Kleiner einfacher Putzbau mit markanter Veranda und Eckturm, baugeschichtlich von Bedeutung. Fachwerkelemente, Fenster mit Oberlichteilung, teilweise erneuert. Bauherr: Oswin Werner, Plauen. | 09245105 |
| Direkt Bild zu diesem Denkmal hochladen | Wohnhaus (Umgebinde) eines Bauernhofes | Obere Bärenloher Straße 15 (Karte) | Vor 1900 | Eingeschossiges holzverkleidetes Gebäude mit Satteldach, teilweise Blockstube erhalten, baugeschichtlich von Bedeutung. Nur teilweise erhalten, massiv, Mittelrisalit nachträglich, Haus holzverkleidet, Umschrot. | 09245167 |
| Direkt Bild zu diesem Denkmal hochladen | Wohnhaus und Scheune (mit Anbau) eines Bauernhofes | Obere Bärenloher Straße 24 (Karte) | Vor 1800 (Bauernhaus); um 1900 (Scheune) | Eingeschossiges Wohnhaus mit verbretterter Blockstube in vogtlandtypischer Bauart, geschlossen erhaltener, ortsbildprägender kleiner Bauernhof, baugeschichtlich von Bedeutung. - Scheune: Fachwerk verbrettert, Satteldach, eingeschossig mit Drempel - Wohnhaus: hinterer Teil massiv, Stallfenster mit Granitgewänden, Giebeldreieck Fachwerk verbrettert, vordere Hausseite Blockstube, erhalten, Umschrot, Satteldach - Schuppenanbau: an Scheune angebaut, eingeschossig, Fachwerk verbrettert, Pultdach | 09245168 |
| Weitere Bilder                          | König-Albert-Theater | Parkstraße 1 (Karte) | 1912–1914 | Repräsentativer Putzbau, im Reformstil der Zeit um 1910, neoklassizistische Anklänge, Architekten: Zapp & Basarke, Chemnitz, mit dem Hotel „Sachsenhof“ (siehe Badstraße 21) eine Baugruppe bildend, baugeschichtlich, künstlerisch, ortsgeschichtlich und ortsbildprägend von Bedeutung. Am 22. Mai 1914 durch König Friedrich August III. eröffnet, Bausumme 1,3 Millionen Mark, repräsentatives Gebäude mit Säulenportikus. | 09245142 |
|                                         | Kurpension in offener Bebauung (Haus Albrechtshof) | Parkstraße 29 (Karte) | 1906 | Ursprünglich Pension Albrechtshof, später Vogtlandklinik, markanter Putzbau mit Fachwerkzwerchgiebel und Holzbalkons, im Reformstil der Zeit um 1900, baugeschichtlich, ortsgeschichtlich und straßenbildprägend von Bedeutung. Unregelmäßiger Grundriss, Fenster mit Sprossenteilung Oberlichter, falscher Dachausbau, schieferverkleidet, Pyramidendach, Fassade Klinkermischbauweise, zur Zeit Klinker zugestrichen, als Logierhaus erbaut. Bauherr: R. F. Albrecht, Berlin Schöneberg. | 09245137 |
|                                         | Kurpension in offener Bebauung (Haus Patz) | Parkstraße 31 (Karte) | 1899 | Prächtiger Gründerzeitbau mit Fachwerkzwerchgiebeln und Holzveranda, baugeschichtlich, ortsgeschichtlich und straßenbildprägend von Bedeutung. Putzfassade, Lisenen, reiche Fassadengliederung, Holzbalkon, Leergespärre, im Dachbereich verändert, Fensterverdachung waagerecht bzw. mit Dreiecksgiebelchen, gute architektonische Qualität, früher Haus „Patz“. | 09245136 |
|                                         | Kurpension (Albertpark-Villa, Haus Albertpark), Einzeldenkmal zu ID-Nr. 09301460 | Prof.-Paul-Köhler-Straße 1 (Karte) | 1901 | Einzeldenkmal der Sachgesamtheit Park- und Kuranlagen Bad Elster im Albertpark; prachtvoller, reich gestalteter Gründerzeitbau, ortshistorisch und baugeschichtlich von Bedeutung, Parkanlagen mit überregionaler historischer und gartenkünstlerischer Bedeutung. | 09245173 |
|                                         | Sanatorium (Einzeldenkmal zu ID-Nr. 09301460) | Prof.-Paul-Köhler-Straße 3 (Karte) | 1907 | Stattlicher Putzbau im Reformstil der Zeit um 1910, Architekten: Zapp & Basarke, Chemnitz, Parkanlagen mit überregionaler historischer und gartenkünstlerischer Bedeutung. Originale, qualitätvolle Inneneinrichtung, Fassadengestaltung erhalten, architektonisch, qualitätvolles Gebäude, errichtet für Sanitätsrat Dr. Köhler. | 09245172 |
|                                         | Kurpension in halboffener Bebauung (Haus Exner) | Prof.-Paul-Köhler-Straße 6 (Karte) | Um 1860, später überformt | Ursprünglich „Russischer Hof“, später „Großherzog von Mecklenburg“, ehemals historisierende Putzfassade, im Jugendstil umgebaut, mit durchlaufenden Balkons, bildete einst bauliche Einheit mit Nummer 4, baugeschichtlich und ortsgeschichtlich von Bedeutung. Satteldach, Putzquaderung im Erdgeschoss, Fensterverdachungen, Jalousie, Klappläden, Dreiecksgiebel, 1914 Fassade umgestaltet, Anbau Balkons, als Logierhaus errichtet. | 09245174 |
|                                         | Denkmal für Paul Köhler | Prof.-Paul-Köhler-Straße 14 (bei) (Karte) | Nach 1940 | Sanitätsrat Prof. Dr. Paul Köhler (1864–1940) betrieb ein Sanatorium in Bad Elster, ortsgeschichtlich von Bedeutung | 09245176 |
|                                         | Kurpension in offener Bebauung (Haus Betula) | Prof.-Paul-Köhler-Straße 22 (Karte) | 1897 | Eingeschossiges Gründerzeitgebäude mit reich gestalteter Veranda, baugeschichtlich und ortsgeschichtlich von Bedeutung. Ursprünglich „Villa Bethula“ geschrieben, Bauherr Königlich Sächsischer Zolleinnehmer Richard Hammer. | 09245166 |
|                                         | Kurpension in offener Bebauung (Villa Neptun) | Richard-Wagner-Straße 1 (Karte) | Um 1860 | Gründerzeitgebäude, gut gegliederte Putzfassade mit Balkon, baugeschichtlich und ortsgeschichtlich von Bedeutung. Gesims, sieben Achsen, zweigeschossig, Zwerchgiebel über zwei Achsen, Mittelrisalit, Lisenen, rundbogige Fenster. | 09245159 |
|                                         | Kurpension in offener Bebauung (Villa König Johann, später Haus Hartsch) | Richard-Wagner-Straße 3 (Karte) | Um 1860 | Stattliches Gründerzeitgebäude, gut gestaltete Putzfassade, baugeschichtlich und ortsgeschichtlich von Bedeutung. Mezzaningeschoss, zweigeschossig, Zwerchgiebel, Mittelrisalit, Putzquaderung im Erdgeschoss, Fenster erneuert, Satteldach, Haus Hartsch (nach 1945). | 09245160 |
|                                         | Wohnhaus in offener Bebauung und in Ecklage | Richard-Wagner-Straße 10 (Karte) | Um 1910 | Reich gegliederter Putzbau mit Balkons, Eckbetonung durch Standerker, Reformstil-Architektur, baugeschichtlich von Bedeutung | 09305108 |
| Direkt Bild zu diesem Denkmal hochladen | Pension in offener Bebauung (Sonnenhaus Brigitta) | Roßbacher Straße 4 (Karte) | 1908 | Gut gestaltete, historisierende Klinkerfassade, seitlich halbrunder Balkon, darunter Erker, Vorbauten, baugeschichtlich und ortsgeschichtlich von Bedeutung. Bauherrin: Helene Hölzl. Bleiglasfenster im Treppenhaus, originale Fenster, Gitter, Säulen, Zwerchgiebel mit Verzierungen, Walmdach, Holzbalkon nachträglich, entstellend. | 09245128 |
| Direkt Bild zu diesem Denkmal hochladen | Pension in offener Bebauung (Haus Dorothea) | Roßbacher Straße 10 (Karte) | 1901 | Historisierende Putzfassade, baugeschichtlich und ortsgeschichtlich von Bedeutung. Gesimse, Putzbänder, originale Fenster und Türen, Balkonanbauten entstellend, Holzbalkons und Laube an Hofseite. | 09245129 |
| Direkt Bild zu diesem Denkmal hochladen | Pension in offener Bebauung (Haus Margit) | Roßbacher Straße 15 (Karte) | Um 1905 | Schlichter Putzbau mit Holzbalkons und Fachwerkgiebel, baugeschichtlich und ortsgeschichtlich von Bedeutung. Zweigeschossig, fünf Achsen, Fachwerkdrempel und -zwerchgiebel, Erker, Sprossenteilung Fensteroberlichter, Haustür, Fenster, Fassadengliederung original, Krüppelwalmdach, schlichte Gestaltung. | 09245130 |
|                                         | Pension in offener Bebauung (Haus Echo) | Roßbacher Straße 23 (Karte) | Um 1890 | Gründerzeitgebäude mit prächtigen Holzbalkons in ungewöhnlicher Gestaltung, baugeschichtlich von Bedeutung. Eingeschossig, hohes Sockelgeschoss, Zwerchgiebel, Eckquaderung, leichte Veränderungen unter anderem Kacheln an Fassade. | 09245132 |
| Direkt Bild zu diesem Denkmal hochladen | Wohnhaus (Umgebinde) eines Bauernhofes | Untere Bärenloher Straße 28 (Karte) | 1. Hälfte 19. Jahrhundert | Eingeschossiges Gebäude mit Umschrot und Blockstube, baugeschichtlich und sozialgeschichtlich von Bedeutung. Teilweise massiv ersetzt, Satteldach, umgebindeartige Stützkonstruktion an Giebelseite, ursprünglich mit zwei Türen, eine ursprünglich Stalltür. | 09245163 |
| Direkt Bild zu diesem Denkmal hochladen | Wohnhaus eines Bauernhofes | Untere Bärenloher Straße 30 (Karte) | Um 1800 | Eingeschossiges holzverschaltes Gebäude mit Umschrot, Blockstubenteil erhalten, in vogtlandtypischer Bauweise, baugeschichtlich von Bedeutung. Satteldach, teilweise massiv ersetzt. | 09245164 |
| Direkt Bild zu diesem Denkmal hochladen | Drei Zollbeamtenwohnhäuser (Doppelhäuser) | Untere Bärenloher Straße 38, 40, 42, 44, 46, 48 (Karte)                                                                                                 | 1935 | Im Heimatstil, ortsgeschichtlich von Bedeutung, kleiner Typ | 09245165 |
|                                         | Wohnhaus eines Bauernhofes | Untere Reuth 17 (Karte) | Vor 1900 | Eingeschossiges verbrettertes Gebäude, vogtlandtypische umgebindeartige Konstruktion an Traufseite, baugeschichtlich von Bedeutung. Drempel, Satteldach, am Giebel Wetterschräge. | 09245188 |
| Direkt Bild zu diesem Denkmal hochladen | Wohnhaus in offener Bebauung (Stößhaus) | Weberweg 1 (Karte) | Um 1700 | Eingeschossiges Gebäude mit Satteldach und Umschrot, umgebindeähnliche Konstruktion an Traufseite, baugeschichtlich von Bedeutung. Vorgesetzter Stuhl mit gezapften, Stallteil in Lehmbauweise, bis 1900 wurde im Haus noch gewebt, Holzverbindungen. Denkmalwert: Alter, guter Originalzustand, eines der letzten erhaltenen Dorfhäuser. | 09245094 |

## Mühlhausen
| Bild                                    | Bezeichnung                                                      | Lage                                 | Datierung                                          | Beschreibung | ID       |
| --------------------------------------- | ---------------------------------------------------------------- | ------------------------------------ | -------------------------------------------------- | --- | -------- |
| Weitere Bilder                          | Bahnhof Bad Elster mit Empfangsgebäude und Bahnsteigüberdachung  | Am Bahnhof 4, 5 (Karte)              | 1865 (Empfangsgebäude); 1896–1897 (Bahnsteig)      | Eisenbahnstrecke Plauen ob Bf–Bad Brambach–Cheb (6270, sä. PE); Denkmal der Ortsgeschichte, technisches Denkmal. - Empfangsgebäude: Putzfassade, Dachüberstand, Fensterläden - Bahnsteigüberdachung: gusseiserne Säulen - Verladestation: Sockel massiv, Erdgeschoss verbrettert, weit ausladendes Dach | 09209888 |
| Direkt Bild zu diesem Denkmal hochladen | Wohnhaus (Nr. 7) und Hintergebäude (Nr. 8)                       | Am Bahnhof 7, 8 (Karte)              | Um 1900                                            | Wahrscheinlich im Eisenbahnkontext entstandene gründerzeitliche Putzbauten, baugeschichtlich von Bedeutung. Sockelgeschoss, Polygonalmauerwerk, alte Fenster und Winterfenster, gerade Fensterverdachung, hölzerner Windfang, Satteldach (Eternit). Nebengebäude: Satteldach, Putzfassade. | 09209891 |
|                                         | Kurhaus in offener Bebauung (Genesungsheim Mühlhausen)           | Bergweg 7 (Karte)                    | Bezeichnet mit 1899                                | Gründerzeitliche, gelbe Klinker-Fassade weitgehend authentisch erhalten, Einflüsse des Schweizerstils, erbaut als Genesungsheim der Ortskrankenkasse Plauen, baugeschichtliche und ortsgeschichtliche Bedeutung. Putzgewände, Sandsteinportal. Original: Eingangstüre, Holzveranden, Balkone. Krüppelwalmdach mit Schwebegiebel, Dachüberstand. | 09209875 |
| Weitere Bilder                          | Viadukt Rauntal                                                  | Brambacher Straße 2 (neben) (Karte)  | 1863–1864                                          | Vierbogige Natursteinbrücke über den Rauner Bach und die B 92 der Eisenbahnstrecke Plauen ob Bf–Bad Brambach–Cheb (6270, sä. PE), verkehrsgeschichtlich und technikgeschichtlich von Bedeutung. Bogenbrücke, Bruchsteinmauerwerk, Eckquaderung, später verbreitert. | 09209889 |
| Direkt Bild zu diesem Denkmal hochladen | Wohnstallhaus (Nr. 16) und Scheune (Nr. 15/16) eines Bauernhofes | Brambacher Straße 15, 16 (Karte)     | Um 1850                                            | Wohnstallhaus eingeschossiges Gebäude, Giebel Fachwerk mit Egerländer Ziergiebel, Scheune (Doppelscheune) verbrettert, ursprünglich wohl Zwillingshof, baugeschichtliche Bedeutung. - Wohnstallhaus: Erdgeschoss verändert, Giebelzierfachwerk, Satteldach (Schiefer), rückwärtiges Backhaus - Scheune: Satteldach (Schieferdeckung), hausgeschichtlich sehr wertvoll, Scheune im unteren Bereich ausgeblockt | 09209890 |
|                                         | Schulgebäude                                                     | Brambacher Straße 17 (Karte)         | Bezeichnet mit 1898                                | Historisierender Klinkerbau, zeittypische Fassadengliederung, bauhistorische und ortsgeschichtliche Bedeutung. Rote Klinker mit gelber Klinkergliederung, Bruchsteinsockel unverputzt, Mittelrisalit mit Giebel, Eckquaderung und Relief, Walmdach, Dachreiter. Original: Toilettenhaus, Stufen, Eingangstür mit Eisengitter, Treppenhaus. | 09209881 |
|                                         | Kriegerdenkmal für die Gefallenen des Ersten Weltkrieges         | Brambacher Straße 17 (neben) (Karte) | Nach 1918                                          | Ortsgeschichtlich von Bedeutung, gestuftes Postament (Relief), monumentale Bekrönung | 09209882 |
| Direkt Bild zu diesem Denkmal hochladen | Wohnstallhaus eines Bauernhofes                                  | Brambacher Straße 19 (Karte)         | Um 1820                                            | Obergeschoss Fachwerk verbrettert, Gebäude in markanter Hanglage, baugeschichtliche Bedeutung. Granitportale, Granitsäule im Eingang, Treppenhaus Fußboden-Kacheln, Stall Bruchstein, Stube massiv (Ziegel), Satteldach. | 09209883 |
| Direkt Bild zu diesem Denkmal hochladen | Wohnstallhaus und Scheune eines Bauernhofes                      | Brambacher Straße 21 (Karte)         | Um 1830                                            | Eingeschossiges Wohnstallhaus mit Umschrot, in vogtlandtypischer Bauart, Scheune verbrettert, weitgehender Originalzustand, baugeschichtliche Bedeutung. Windfang massiv, Kniestock, Verwendung von Lehm, Blechdach, weiteres ehemalige Gebäude (vermutlich Nummer 22, Flurstücke 62 und 63a) im Freilichtmuseum. | 09209880 |
| Direkt Bild zu diesem Denkmal hochladen | Wohnstallhaus, Seitengebäude und Scheune eines Bauernhofes       | Brambacher Straße 23 (Karte)         | Um 1850                                            | Eingeschossiges Wohnstallhaus mit verbretterter Blockstube, Wirtschaftsgebäude verbrettert, geschlossen erhaltene originale Hofanlage in vogtlandtypischer Bauweise, baugeschichtlich von Bedeutung. - Wohnstallhaus: Stall Bruchstein/Ziegel, Stube mit Block (verbrettert), Kniestock kaum gefast, Satteldach (Blech) eventuell Holzschindeln - Scheune 19. Jahrhundert auf Ziegelunterbau, Satteldach - Nebengebäude verbrettert | 09209879 |
| Direkt Bild zu diesem Denkmal hochladen | Eisenbahnunterführung                                            | Brambacher Straße 26 (neben) (Karte) | 1865                                               | Natursteinbogenbrücke über die Eisenbahnstrecke Plauen ob Bf–Bad Brambach–Cheb (6270, sä. PE), verkehrsgeschichtlich und eisenbahngeschichtlich von Bedeutung. Bruchstein mit Quadermauerwerk, Tonnengewölbe, 50er Jahre Granit verbreitert (zweigleisig). | 09209877 |
|                                         | Wohnstallhaus (Umgebinde) und Scheune eines Bauernhofes          | Jüdenlohweg 11 (Karte)               | Um 1800 (Wohnstallhaus); 19. Jahrhundert (Scheune) | Wohnstallhaus konstruktiv bemerkenswertes und wertvolles regionaltypisches Umgebindehaus, Obergeschoss Fachwerk zur Hofseite mit Thüringer-Leiter-Motiv und enger Ständerstellung, sonst verbrettert, aufwendige Umgebindekonstruktion, ehemaliger Dreiseithof, baugeschichtliche Bedeutung. - Wohnstallhaus: Bruchsteinsockel, Erdgeschoss Blockstube, Blockstube, Stallteil massiv, Granitgewände, Satteldach - Scheune verbrettert auf Ziegelunterbau | 09209884 |
| Direkt Bild zu diesem Denkmal hochladen | Wohnstallhaus (Umgebinde) und Hoftor eines Bauernhofes           | Jüdenlohweg 16 (Karte)               | Bezeichnet mit 1822                                | Baukonstruktiv wertvolles Gebäude, Obergeschoss Fachwerk mit Thüringer-Leiter-Motiv, zum Teil verkleidet, aufwendige und ungewöhnliche Umgebindekonstruktion, hofseitig seltene Oberlaube, einer der wertvollsten Fachwerkbauten des Vogtlandes, baugeschichtlich von Bedeutung. Durch Hanglage Sockelgeschoss (Bruchstein verputzt), Umgebinde mit Blockbau/Blockstube (verbrettert) mit geteilten Kopfbändern, hofseitig massive Mauer, Stallteil aus unverputzten Ziegeln, Obergeschoss Fachwerk und Oberlaube (fünf Joche), Satteldach (Ziegel) nach außen um 1900 Anbau, Hoftor geteilt mit Tordurchfahrt und Leutepforte. | 09209885 |

## Sohl
| Bild                                    | Bezeichnung | Lage                          | Datierung           | Beschreibung | ID       |
| --------------------------------------- | --- | ----------------------------- | ------------------- | --- | -------- |
| Direkt Bild zu diesem Denkmal hochladen | Wohnstallhaus eines Bauernhofes | Am Wildenberg 5 (Karte)       | Um 1850             | Obergeschoss verbrettertes Fachwerk, baugeschichtliche Relevanz. Erdgeschoss Lehmstock, Fensteröffnungen im Innern mit Bögen (tiefe Mauern), Balkendecke, tonnengewölbte Bruchsteinkeller, Satteldach (Blech darunter Holzschindeln erhalten).                                                 | 09209896 |
| Direkt Bild zu diesem Denkmal hochladen | Wohnstallhaus und Erdkeller | Am Wildenberg 20 (Karte)      | Um 1830             | Eingeschossiges Gebäude mit Umschrot, trotz Veränderungen in Kontur mehrheitlich erhaltener Bau, Zeugnis ländlicher Bautradition, baugeschichtlich von Bedeutung. Lehm/Ziegelmauerwerk, Giebel verbrettert, Kniestock verbrettert, hölzerner Freischwinger, Blechdach (Holzschindeln erhalten) | 09209895 |
|                                         | Kriegerdenkmal für die Gefallenen des Ersten Weltkrieges (zugleich für einen Gefallenen des Deutsch-Französischen Krieges 1870/1871) | Ernst-Thälmann-Straße (Karte) | Nach 1918           | Ortshistorische Bedeutung, Gehölzbestand | 09209892 |
| Direkt Bild zu diesem Denkmal hochladen | Friedhofskapelle | Ernst-Thälmann-Straße (Karte) | Bezeichnet mit 1892 | Putzbau mit kräftigem Dachreiter, von ortshistorischer Bedeutung. Ziegelmauer, Rundbögen, Walmdach (Schiefer), großer Dachreiter mit gusseisernem Kreuz, Bleiglasfenster. | 09209893 |

## Ehemalige Denkmäler

### Ehemaliges Denkmal (Bad Elster)
| Bild                                    | Bezeichnung                  | Lage                       | Datierung | Beschreibung | ID       |
| --------------------------------------- | ---------------------------- | -------------------------- | --------- | --- | -------- |
| Direkt Bild zu diesem Denkmal hochladen | Wohnhaus in offener Bebauung | Max-Höra-Straße 24 (Karte) | 1907      | Putzfassade mit Fachwerkelementen am Zwerchgiebel, Holzbalkone und -veranda, baugeschichtlich von Bedeutung. Fenster mit Sprossenteilung Oberlichter, Vorhäuschen aus Holz. 2019 oder 2020 abgerissen. | 09245107 |

### Ehemaliges Denkmal (Mühlhausen)
| Bild                                    | Bezeichnung | Lage                          | Datierung | Beschreibung | ID       |
| --------------------------------------- | ----------- | ----------------------------- | --------- | --- | -------- |
| Direkt Bild zu diesem Denkmal hochladen | Dreiseithof | Remtengrüner Weg 7, 8 (Karte) |           | Geschlossen erhaltenes Ensemble, Wohnstallhaus mit verbrettertem Fachwerk-Obergeschoss und wertvollen Konstruktionsdetails (ungewöhnliche Umgebindekonstruktion, Blockstube, im Stallteil Kreuzgratgewölbe), Scheune verbrettert, baugeschichtlich von Bedeutung. - Wohnstallhaus: Block verbrettert, Fachwerk-Obergeschoss verbrettert, Satteldach altdeutscher Schieferdeckung, Stall, Bruchstein, Granitgewände, Granitsäulen und Kreuzgratgewölbe - Scheune: zwei Geschosse, teils massives Erdgeschoss, Hoftor verputzt mit Bogen und Leutepforte Zwischen 2019 und 2024 aus der Denkmalliste gestrichen. | 09209887 |

## Tabellenlegende
- Bild: Bild des Kulturdenkmals, ggf. zusätzlich mit einem Link zu weiteren Fotos des Kulturdenkmals im Medienarchiv Wikimedia Commons. Wenn man auf das Kamerasymbol klickt, können Fotos zu Kulturdenkmalen aus dieser Liste hochgeladen werden:
- Bezeichnung: Denkmalgeschützte Objekte und ggf. Bauwerksname des Kulturdenkmals
- Lage: Straßenname und Hausnummer oder Flurstücknummer des Kulturdenkmals. Die Grundsortierung der Liste erfolgt nach dieser Adresse. Der Link (Karte) führt zu verschiedenen Kartendiensten mit der Position des Kulturdenkmals. Fehlt dieser Link, wurden die Koordinaten noch nicht eingetragen. Sind diese bekannt, können sie über ein Tool mit einer Kartenansicht einfach nachgetragen werden. In dieser Kartenansicht sind Kulturdenkmale ohne Koordinaten mit einem roten bzw. orangen Marker dargestellt und können durch Verschieben auf die richtige Position in der Karte mit Koordinaten versehen werden. Kulturdenkmale ohne Bild sind an einem blauen bzw. roten Marker erkennbar.
- Datierung: Baubeginn, Fertigstellung, Datum der Erstnennung oder grobe zeitliche Einordnung entsprechend des Eintrags in der sächsischen Denkmaldatenbank
- Beschreibung: Kurzcharakteristik des Kulturdenkmals entsprechend des Eintrags in der sächsischen Denkmaldatenbank, ggf. ergänzt durch die dort nur selten veröffentlichten Erfassungstexte oder zusätzliche Informationen
- ID: Vom Landesamt für Denkmalpflege Sachsen vergebene, das Kulturdenkmal eindeutig identifizierende Objekt-Nummer. Der Link führt zum PDF-Denkmaldokument des Landesamtes für Denkmalpflege Sachsen. Bei ehemaligen Kulturdenkmalen können die Objektnummern unbekannt sein und deshalb fehlen bzw. die Links von aus der Datenbank entfernten Objektnummern ins Leere führen. Ein ggf. vorhandenes Icon  führt zu den Angaben des Kulturdenkmals bei Wikidata.